# Dicaelotus attenuatus
Dicaelotus attenuatus är en stekelart som först beskrevs av Léon Abel Provancher 1882.  Dicaelotus attenuatus ingår i släktet Dicaelotus och familjen brokparasitsteklar. Inga underarter finns listade i Catalogue of Life.